# Vườn quốc gia Phu Toei
Vườn quốc gia Phu Toei là một vườn quốc gia 319 km2 (123 sqm) nằm ở Dan Chang, tỉnh Suphan Buri, Thái Lan. Đây là một công viên quốc gia kể từ ngày 30 tháng 9 năm 1998. Vào ngày 26 tháng 5 năm 1991, chuyến bay 004 của Lauda Air đã đâm xuống sau khi một chiếc máy đảo lực đẩy Boeing 767 được triển khai ở trên không trung. 
Số người tham quan là 300 lượt người mỗi tháng vào mùa cao điểm. Nhật báo Daily Xpress của Singapore cho hay công viên "đi xuống là một trong những vườn quốc gia ít được biết đến và ít được thăm viếng nhất của Thái Lan. Vì vậy phần lớn cư dân Suphan Buri thậm chí không nhận ra rằng tỉnh của họ có một vườn quốc gia"
Một đặc điểm của công viên là Khao Thevada (núi Thiên thần), một ngọn núi cao 1.123 mét (3.668 ft) là cao nhất trong tỉnh. Núi nằm trên biên giới của tỉnh Kanchanaburi và Uthai Thani.